# Liste d'élections en 1922
Chronologie des élections
- 1918
- 1919
- 1920
- 1921
- 1922
- 1923
- 1924
- 1925
- 1926

Cette liste recense les élections organisées durant l'année 1922. Elle inclut les élections législatives et présidentielles nationales dans les États souverains, ainsi que les principaux référendums.

## Par mois

### Janvier
| Date       | Pays     | Élections    | Notes | Résultats |
| ---------- | -------- | ------------ | --- | --- |
| 29 janvier | Portugal | Législatives | Ces élections anticipées se déroulent dans un contexte de violences. Le Premier ministre António Granjo a été assassiné lors de la « nuit sanglante » orchestrée par des militaires contre les républicains et des monarchistes modérés en octobre 1921. Les nouvelles élections ont été reportées plusieurs fois à cause des violences. | Le Parti démocrate (centre-gauche républicain) remporte la majorité relative des sièges à la Chambre des représentants, devançant nettement les autres partis, et la majorité absolue au Sénat. António Maria da Silva (démocrate) devient Premier ministre à la tête d'un gouvernement minoritaire avec le soutien sans participation du Parti républicain de reconstitution nationale, du Centre catholique et du Parti régionaliste (autonomistes de la province de Beira). |

### Février
| Date       | Pays      | Élections      | Notes | Résultats |
| ---------- | --------- | -------------- | ----- | --- |
| 22 février | Guatemala | Présidentielle |       | Porté au pouvoir en décembre 1921 par un coup d'État militaire favorable aux intérêts de la United Fruit Company, José María Orellana est formellement élu président de la République avec quelque 95 % des voix face à un unique adversaire de façade (Jorge Ubico, l'un des auteurs du coup d'État), dans une élection contrôlée par l'armée. Les mouvements dissidents sont violemment réprimés. |

### Mars
| Date     | Pays   | Élections      | Notes | Résultats |
| -------- | ------ | -------------- | ----- | --- |
| 1er mars | Brésil | Présidentielle |       | Artur da Silva Bernardes (Parti républicain de Minas : droite conservatrice, libérale en économie, parti du président sortant Epitácio Pessoa) est élu avec 56,0 % des voix face notamment à Nilo Peçanha, candidat de « la Réaction Républicaine » (38,1 % des voix) et des militaires. |

### Avril
| Date    | Pays      | Élections                      | Notes | Résultats |
| ------- | --------- | ------------------------------ | ----- | --- |
| 2 avril | Argentine | Législatives et présidentielle |       | L'Union civique radicale (libérale, progressiste, laïque) du président sortant Hipólito Yrigoyen, qui disposait de la majorité relative des sièges à la Chambre des députés, y remporte cette fois la majorité absolue. Marcelo Torcuato de Alvear (UCR) est élu président de la République avec 50,5 % des suffrages populaires et 57,5 % des voix du collège électoral, face à quatre autres candidats. |

### Mai
| Date   | Pays       | Élections    | Notes | Résultats |
| ------ | ---------- | ------------ | ----- | --- |
| 28 mai | Luxembourg | Législatives |       | Le Parti de la droite (conservateur, chrétien) conserve sa courte majorité absolue des sièges. Émile Reuter demeure Premier ministre. |

### Juin
| Date              | Pays    | Élections    | Notes | Résultats |
| ----------------- | ------- | ------------ | --- | --- |
| 28 mai au 11 juin | Hongrie | Législatives | Le gouvernement a modifié par décret les règles électorales, abolissant le vote à bulletin secret dans les circonscriptions rurales où vivent la majorité des citoyens. | Le Parti de l'unité (droite conservatrice, autoritaire, agrarienne) conserve la majorité absolue des sièges. István Bethlen (Parti de l'unité) demeure Premier ministre. |
| 16 juin           | Irlande | Législatives | Élections préparatoires à la pleine indépendance du pays vis-à-vis du Royaume-Uni en décembre. Le Sinn Féin (indépendantistes radicaux qui ont mené la guerre d'indépendance irlandaise) se sont scindés en deux factions, l'une approuvant le traité de Londres qui accorde l'indépendance à l'Irlande comme dominion, l'autre s'y opposant. Les deux factions s'accordent toutefois à ne pas présenter de candidats les uns contre les autres dans les mêmes circonscriptions. | Le Sinn Féin pro-traité remporte la majorité relative des sièges ; son candidat Michael Collins demeure président du gouvernement provisoire. Le Sinn Féin anti-traité boycotte le Parlement, conférant ainsi de fait la majorité absolue des sièges au gouvernement Collins. Le Sinn Féin anti-traité déclenche la Guerre civile irlandaise quelques jours après l'élection, et assassine Michael Collins en août. L'Irlande devient néanmoins indépendante le 6 décembre. |

### Juillet
| Date           | Pays     | Élections    | Notes                                                                                    | Résultats |
| -------------- | -------- | ------------ | ---------------------------------------------------------------------------------------- | --- |
| 1 et 3 juillet | Finlande | Législatives |                                                                                          | Parlement sans majorité. Le Parti social-démocrate (centre-gauche) recule, perdant des sièges au profit du Parti socialiste des travailleurs (gauche radicale), mais demeure la première force au Parlement avec un peu plus d'un quart des sièges. Kyösti Kallio (Parti agrarien : centre-gauche agrarien, progressiste, républicain) devient Premier ministre, formant un gouvernement minoritaire de coalition avec le Parti progressiste national : libéral). |
| 5 juillet      | Pays-Bas | Législatives | Premières élections au suffrage universel, après l'adoption du droit de vote des femmes. | Parlement sans majorité. La Ligue générale des caucus catholiques romains (catholicisme social, conservatrice) demeure le plus grand parti, avec près d'un tiers des sièges. Charles Ruijs de Beerenbrouck (LGCCR) demeure président du Conseil des ministres, à la tête d'un gouvernement de coalition de centre-droit qui inclut le Parti antirévolutionnaire (droite conservatrice protestante) et l'Union chrétienne historique.                              |

### Août

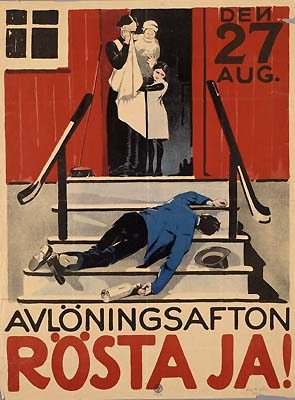
Affiche en faveur de la prohibition lors du référendum suédois d'août 1922.
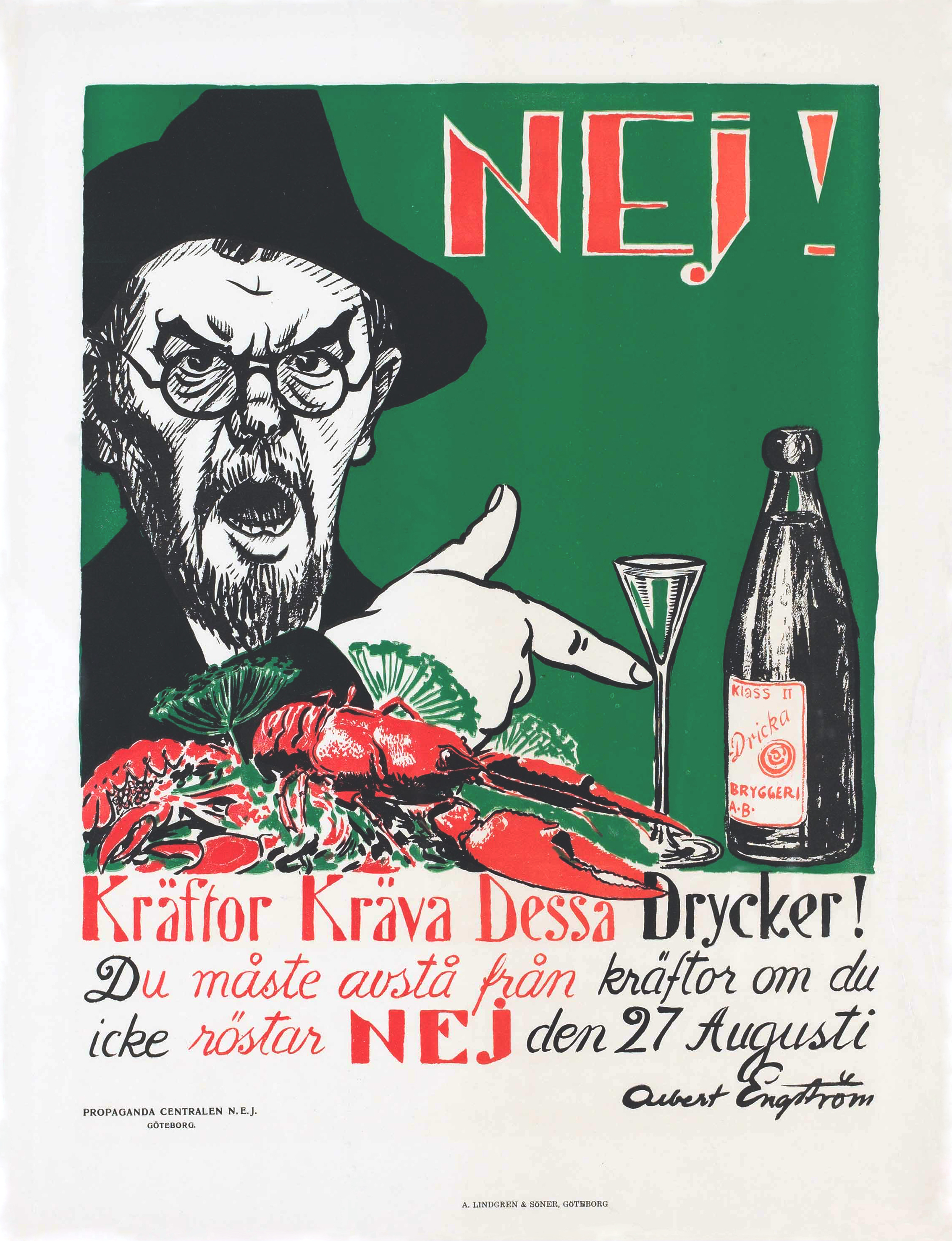
Affiche contre la prohibition lors de ce même référendum.

| Date    | Pays  | Élections  | Notes | Résultats                                          |
| ------- | ----- | ---------- | --- | -------------------------------------------------- |
| 27 août | Suède | Référendum | Les citoyens sont invités à se prononcer, au suffrage universel (masculin et féminin), sur la proposition du Parlement d'instituer la prohibition. | La proposition est rejetée par 51,0 % des votants. |

### Octobre
| Date             | Pays     | Élections    | Notes | Résultats |
| ---------------- | -------- | ------------ | --- | --- |
| 7 et 8 octobre   | Lettonie | Législatives | Premières élections après l'adoption de la Constitution de ce pays devenu indépendant de la Russie à l'issue de la Première Guerre mondiale.                                                                 | Parlement sans majorité. Le Parti social-démocrate du travail (gauche menchevik) y est la principale force avec près d'un tiers des sièges. Le Parlement élit Jānis Čakste (Centre démocrate : centriste, agrarien) à la présidence de la République. |
| 10 et 11 octobre | Lituanie | Législatives | Premières élections après l'adoption de la Constitution de ce pays devenu indépendant de la Russie à l'issue de la Première Guerre mondiale. Elles se déroulent au suffrage universel (masculin et féminin). | Parlement sans majorité. Le bloc constitué du Parti chrétien-démocrate, de la Fédération lituanienne du travail (syndicaliste) et de l'Association des fermiers manque de peu d'obtenir la majorité absolue des sièges, et forme un gouvernement minoritaire mené par le président Aleksandras Stulginskis et le Premier ministre Ernestas Galvanauskas. Le gouvernement n'ayant pas de majorité parlementaire, des élections anticipées se tiennent en 1923. |

### Novembre
| Date             | Pays        | Élections    | Notes | Résultats |
| ---------------- | ----------- | ------------ | --- | --- |
| 7 novembre       | États-Unis  | Législatives | | Le Parti républicain (divisé entre conservateurs et progressistes), parti du président Warren G. Harding, recule mais conserve la majorité absolue des sièges dans les deux chambres du Congrès. |
| 2 et 12 novembre | Pologne     | Législatives | | Parlement sans majorité. L'Union chrétienne d'unité nationale (coalition de partis de droite) y est la principale force avec un peu plus d'un tiers des sièges à la chambre basse. Władysław Sikorski (indépendant, militaire, héros de l'indépendance de la Pologne) devient Premier ministre. Après plusieurs gouvernements instables survient le coup d'État de mai 1926. |
| 15 novembre      | Royaume-Uni | Législatives | Premières élections après l'indépendance de l'Irlande et donc la fin de la représentation de l'Irlande au Parlement britannique. | Le Parti conservateur (centre-droit), qui a mis fin à la coalition issue de la Première Guerre mondiale, conserve la majorité absolue des sièges. Andrew Bonar Law demeure Premier ministre. Pour la première fois, le Parti travailliste atteint la deuxième place et devient l'opposition officielle.                                                                      |

### Décembre
| Date            | Pays             | Élections    | Notes | Résultats |
| --------------- | ---------------- | ------------ | ----- | --- |
| 6 et 7 décembre | Nouvelle-Zélande | Législatives |       | Parlement sans majorité. Le Parti pour la réforme (centre-droit) perd sa majorité absolue des sièges mais conserve la majorité relative. William Massey (Parti pour la réforme) demeure Premier ministre à la tête d'un gouvernement minoritaire.                                                                                             |
| 16 décembre     | Australie        | Législatives |       | Parlement sans majorité. Le Parti nationaliste (centre-droit) du Premier ministre Billy Hughes perd sa majorité et est devancé par le Parti travailliste (gauche, parti ouvrier). Les nationalistes forment un gouvernement de coalition avec le Parti rural (conservateur, agrarien). Stanley Bruce (nationaliste) devient Premier ministre. |